# HK Partizan
HK Partizan je hokejový klub z Bělehradu, který hrával Jugoslávskou ligu po té Srbskou ligu a zároveň hrál mezinárodní Balkánskou ligu, Panonskou ligu a Slohokej ligu. HK Partizan také hrál Kontinentální pohár v ledním hokeji. Klub byl založen roku 1948. Jejich domovským stadionem je Pionir s kapacitou 2000 diváků. HK Partizan je s 20 národními tituly nejúspěšnější Srbský klub. Oddíl mužů odehrál poslední ligový ročník 2016/17 (4. místo), a v současnosti hraje klub pouze mládežnické soutěže.

## Vítězství
- Srbská liga ledního hokeje - 1994, 1995, 2006, 2007, 2008, 2009, 2010, 2011, 2012, 2013, 2014, 2015 a 2016
- Jugoslávská liga ledního hokeje - 1948, 1951, 1952, 1953, 1954, 1955 a 1986
- Jugoslávský pohár - 1966 a 1986
- Srbský pohár - 1995
- Balkánská liga - 1994
- Slohokej Liga - 2011, 2012